# Parque nacional de Zakouma

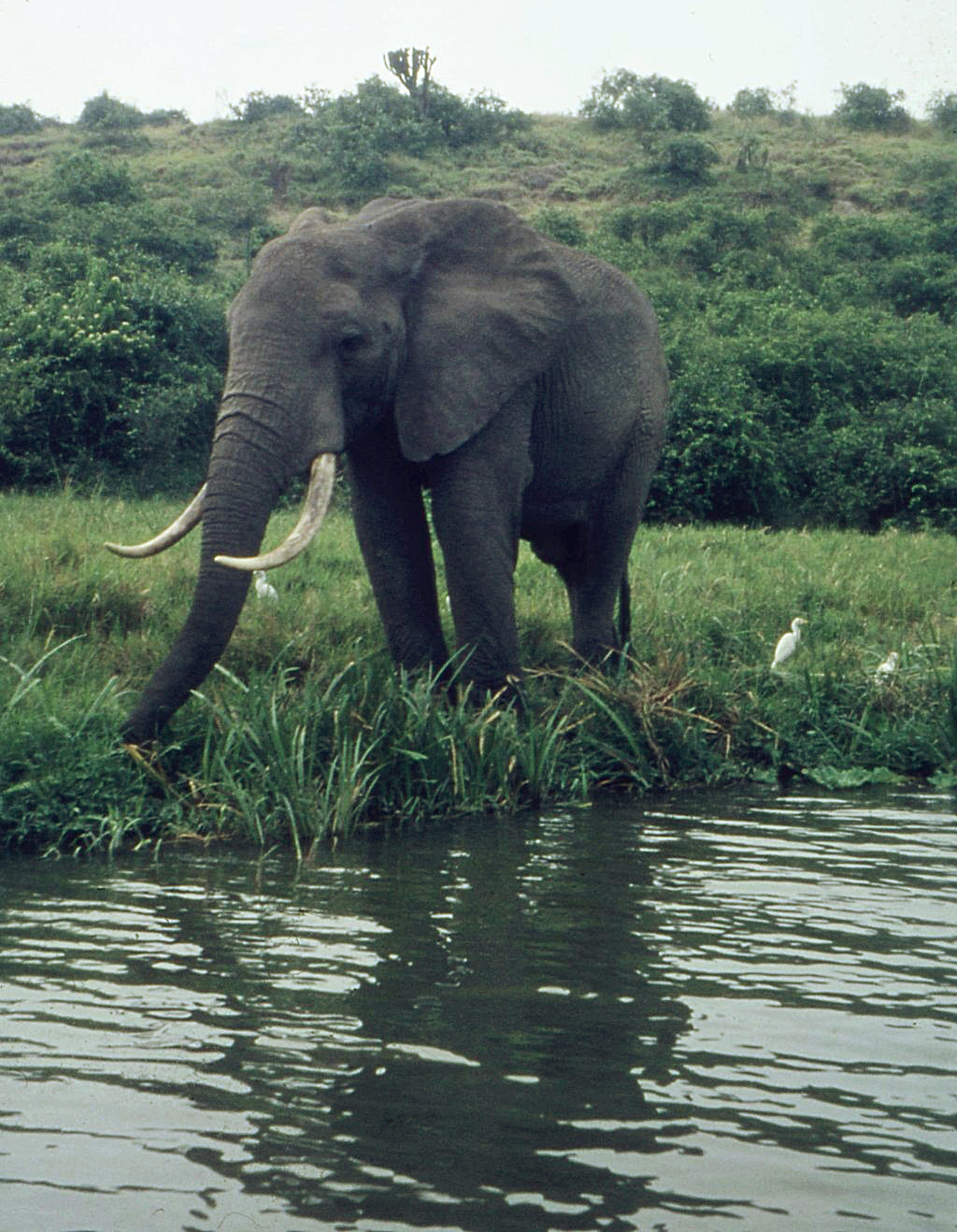
Elefante africano.

El Parque Nacional de Zakouma (10°47′N 19°35′E / 10.783, 19.583) está situado al sur del Chad, entre Sarh y Am Timan. Fue creado en 1963 y hoy día constituye uno de los últimos ecosistemas del África central habiendo conservado la riqueza de flora y fauna. 
Gracias también a los esfuerzos de la Comisión Europea en colaboración con el estado del Chad, ha sido posible el renacimiento y la salvaguardia de este excepcional paraje.